# Urs Villiger
Urs Villiger (* 9. Januar 1971 in Winterthur) ist ein Schweizer Schauspieler. 

## Leben
Nach dem Abitur studierte er Wirtschaftswissenschaften an der Universität  Zürich und arbeitete nach dem Examen als Unternehmensberater. 
Er meldete sich zur Aufnahmeprüfung an der European Film Actor School in Zürich an, welche er 2001 mit Diplom verliess. Noch während der Ausbildung erhielt er eine Hauptrolle in dem Musical Twist of Time in Winterthur. Von 2001 bis 2006 lebte Urs Villiger in Köln, ab 2006 in Toronto, wo er mit seiner kanadischen Ehefrau Cadie und den Söhnen Sloan und Reece lebt.

## Filmografie
- 1999: Lüthi und Blanc (TV-Serie)
- 2003: Alarm für Cobra 11 – Die Autobahnpolizei (TV-Serie, eine Folge)
- 2003: Kalter Frühling
- 2004: Die Maid von Hilltop Manor (Kurzfilm)
- 2004: Der Ausflug
- 2005–2008: Lindenstraße (TV-Serie, 55 Folgen)
- 2006: Jesus Built My Hotrod
- 2006: Die Wilden Hühner
- 2006: Der Liebeswunsch
- 2007: Die Familienanwältin (TV-Serie, eine Folge)
- 2008: Killing Beauty
- 2010: The Rendezvous